# Henryk Konopka
Henryk Konopka, herbu Nowina baron (ur. 25 stycznia 1821 w Biskupicach, zm. 7 października 1892 we Wrząsowicach) – ziemianin, poseł na galicyjski Sejm Krajowy i do austriackiej Rady Państwa.
Uczył się w pensji Królikowskiego w Krakowie. Uczestniczył w powstaniu krakowskim 1846. Następnie więziony przez Austriaków. Po wypuszczeniu na wolność wyjechał do Francji. Na mocy amnestii w 1848 powrócił do kraju i zarządzał rodzinnym majątkiem. 
Ziemianin, od 1850 właściciel dóbr Wrząsowice z Pokrzewnicą w pow. wielickim a następnie podgórskim, po śmierci brata w 1884 także Biskupic. Członek Rady Powiatu (1867–1868 i 1874–1881), wiceprezes (1867) i prezes Wydziału Powiatowego (1874–1881) w Wieliczce. 
Poseł do Sejmu Krajowego Galicji III kadencji (20 sierpnia 1870 - 26 kwietnia 1876), wybrany w IV kurii (gmin wiejskich), z okręgu wyborczego nr 53 Wieliczka-Podgórze-Dobczyce. Był także posłem do austriackiej Rady Państwa w Wiedniu III kadencji (19 września 1870 – 10 sierpnia 1871), IV kadencji (27 grudnia 1871 – 27 listopada 1872) wybierany z grona posłów wiejskich okręgów: Kraków, Chrzanów, Bochnia, Brzesko, Wieliczka, Wadowice, Kęty, Myślenice, Żywiec. W IV kadencji zrezygnował z mandatu a jego następcą był od grudnia 1872 Franciszek Hoszard. Powtórnie był posłem w V kadencji (12 grudnia 1876 - 22 maja 1879) i VI kadencji (7 października 1879 – 17 lutego 1880), wybieranym z kurii I (wielkiej własności) w okręgu wyborczym nr 3 (Bochnia-Wieliczka-Brzesko). Mandat uzyskał w kadencji V po rezygnacji Jerzego Czartoryskiego, w kadencji VI zrezygnował z powodów zdrowotnych mandat po nim objął Władysław Pęgowski. W parlamencie należał do posłów konserwatywnych Koła Polskiego w Wiedniu.
Pochowany na cmentarzu we Wrząsowicach.

## Rodzina
Urodził się w arystokratycznej rodzinie ziemiańskiej, syn Antoniego (1780–1852) i Emilii ze Skrzyńskich (1820–1849). Miał brata Kazimierza (1825–1884). Jego żona pozostaje nieznana. Mieli dzieci: syna ziemianina i właściciela Biskupic – Wojciecha Andrzeja (1851–1925) i córkę Katarzynę (ur. 1852 z męża Rudzka). 